# 2011 QF99
2011 QF99是一颗来自外太阳系的小行星，也是第一个被发现的已知天王星特洛伊小行星。假设反照率为0.05，其直径约为 60公里。它于2011年8月29日在加法夏望远镜对海王星外天体进行的深入调查中首次被观测到，但直到2013年才宣布将其识别为天王星特洛伊。
2011 QF99暂时在天王星L4拉格朗日点附近运行。它将继续在L4周围运行至少7万年，并将在长达300万年的时间内保持与天王星共轨。因此，2011 QF99是一个临时的天王星特洛伊——不久前捕获的半人马小行星。
人们普遍认为天王星特洛伊木马是不稳定的，并且它们都不被认为具有原始起源。模拟得出的结论是，在任何给定时间，34个天文单位内分散的半人马星群中有0.4%将与天王星共轨，其中64%（所有半人马小行星的0.256%）将在马蹄形轨道上，10%（0.04%）是准卫星，26%（0.104%）是特洛伊小行星（L4和L5组各占一半）。第二个天王星特洛伊2014 YX49于2017年公布。

2011 QF_{99}相对于太阳和天王星的动画（公园1600-2500年）
2011 QF_{99}·
天王星·
太阳